# Клітини Лангерганса

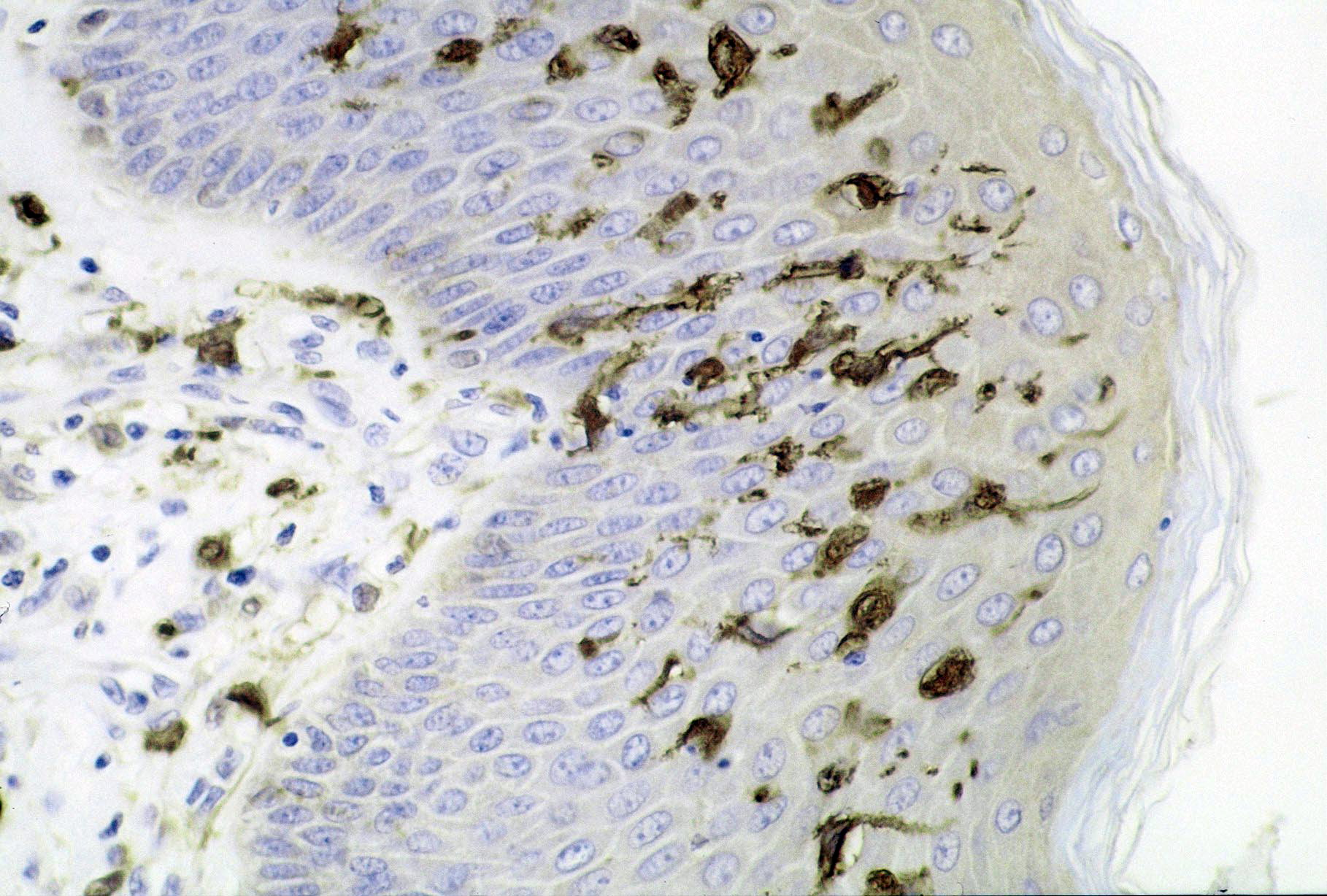
Зріз шкіри, помітно велику кількість клітин Лангерганса

Клітини Лангерганса — підтип дендритних клітин, що міститься в епітеліальних тканинах (шкіра та слизові оболонки) і названий на честь Пауля Лангерганса, який відкрив їх в 1868 році.

## Характеристика
При інфекціях шкіри клітини Ларгенганса реагують на антигени мікробів та набувають антиген-презентуючих властивостей. Клітини Ларгенганса походять від моноцитів, а також характеризуються схожою морфологією та функцією макрофагів. У клітинах Ларгенганса транскриптується протеїн лангерин.